# Bobby Fish
Pour les articles homonymes, voir Fish.
Robert Anthony Fish (né le 27 octobre 1976 à Albany, New York) est un catcheur (lutteur professionnel) américain. Il travaille actuellement à la New Japan Pro Wrestling, sous le nom de Bobby Fish.

## Carrière

### Circuit Indépendant (2002-2017)
Depuis 2013-2014 il lui arrive de catcher à la NJPW. Le 7 novembre 2014 Bobby Fish s'empare des ceintures par équipe avec son équipier des ReDragon Kyle O'Reilly.

### Pro Wrestling NOAH (2006-2013)
Il fait un bref retour à Pro Wrestling NOAH durant avril 2013 afin de participer au NOAH Global Tag League '13. Le 12 avril, il fait équipe avec Eddie Edwards et Kyle Sebastian et perdent contre Katsuhiko Nakajima & Kensuke Sasaki & Satoshi Kajiwara. Le 18 avril, il perd avec Edwards contre KENTA et Yoshihiro Takayama. Le 27 avril, lui et Edwards battent Genba Hirayanagi & SUWA.

### Ring of Honor (2007-2017)

#### Débuts (2007-2012)
Après avoir fait quelques matchs en tant que jobber en 2004 sous le nom de Jerk Jackson, il fait ses débuts à la ROH sous le nom de Bobby Fish le 11 mai 2007 lors de Reborn Again, en perdant face à Claudio Castagnoli. Il fait ses débuts en pay-per-view lors de Final Battle 2007 avec Matt Cross en perdant face à Vulture Squad. Le 12 janvier 2008, il perd dans un match par équipe avec Eddie Edwards contre B.J. Whitmer & Shane Hagadorn. Il effectue ensuite quelques matchs en équipe avec Silas Young en 2009, matchs qu'ils perdront à chaque fois.

#### Retour, reDRagon et ROH World Tag Team Champion (2012-2016)

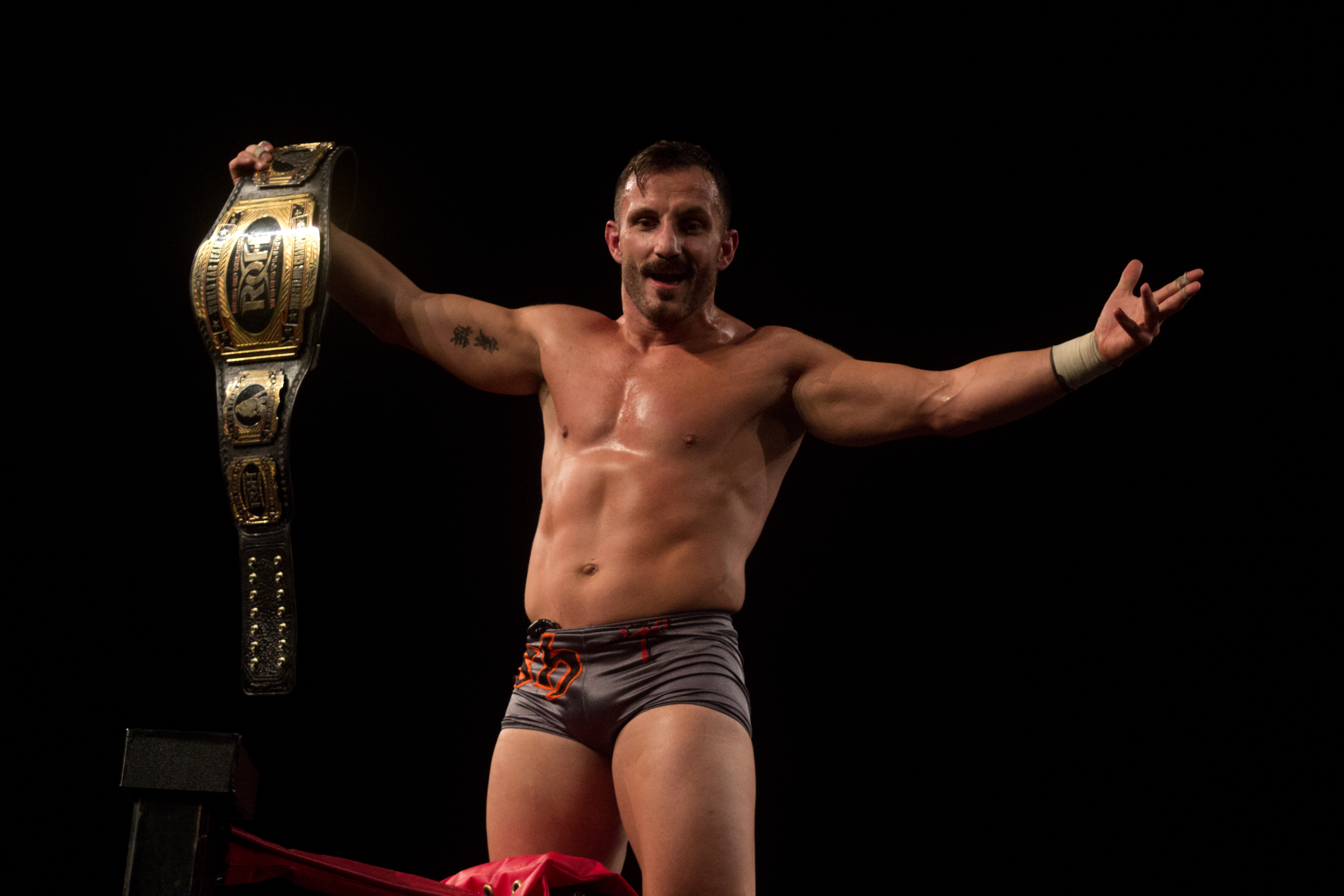
Bobby Fish en tant que Champions par équipe de la ROH en 2013.

Il fait son retour en battant Q.T. Marshall le 6 octobre 2012. Puis il s'associe avec Kyle O'Reilly pour former les reDRagon. Le 16 décembre, lors de Final Battle (2012), lui et O'Reilly perdent contre Davey Richards et Eddie Edwards. Le 19 janvier 2013, il bat en solo Tadarius Thomas. Le 2 mars, les reDRagon battent The Briscoe Brothers (Jay Briscoe et Mark Briscoe) et remportent les ROH World Tag Team Championship. Ils conservent leurs titres face à The American Wolves lors de Supercard of Honor VII. Le 22 juin, lors de Best in the World (2013), ils battent S.C.U.M. et Cedric Alexander & Caprice Coleman dans un Triple Threat Tag Team match et conservent les titres. Ils perdent leurs titres contre Alex Koslov et Rocky Romero le 27 juillet. Le 17 août, lors de Manhattan Mayhem V, ils battent The American Wolves et remportent à nouveau les ROH World Tag Team Championship. Lors de Glory by Honor XII, lui et O'Reilly font équipe avec le ROH TV Champion Matt Taven et le ROH World Champion Adam Cole et perdent face à Jay Lethal, Michael Elgin, Caprice Coleman et Cedric Alexander. A Final Battle (2013), les ReDRagon conservent leurs titres contre Homicide & Eddie Kingston. Le 21 février, lors de 12th Anniversary Show, ils battent Adrenaline RUSH (ACH et Tadarius Thomas) et conservent leurs titres. Le 7 mars, lors de ROH "Raising The Bar - Night 1", ils battent Adrenaline RUSH (ACH et Tadarius Thomas) et conservent leur titres. Le lendemain, lors de ROH "Raising The Bar - Night 2", ils perdent leur titres contre The Young Bucks[réf. nécessaire]. Le 4 avril, lors de Supercard of Honor VIII, ils battent Hanson & Raymond Rowe et les Forever Hooligans et deviennent challenger no 1 pour les titres par équipes. Lors de War of the Worlds (2014), ils battent The Young Bucks et remportent pour la troisième fois les titres par équipe. Le 22 juin, à Best in the World (2014), ils battent Christopher Daniels et Frankie Kazarian et conservent leurs titres et les battent une nouvelle fois le 15 août lors de Field of Honor (2014). Ils conservent leurs titres en battant les Time Splitters (Alex Shelley & Kushida), équipe provenant de la New Japan Pro Wrestling, le 7 décembre lors de Final Battle 2014. Le 1er mars, ils battent The Young Bucks lors de 13th Anniversary Show. Le 18 septembre, à All Star Extravaganza VII, il perd contre Jay Lethal et ne remporte pas le ROH World Television Championship. Il perd contre Roderick Strong le 18 décembre, lors de Final Battle 2015 pour le titre de la télévision, malgré l'abandon de son adversaire sur une prise de soumission non vu par l'arbitre.

#### ROH TV Champion et départ (2016-2017)
Lors de Global Wars 2016, il bat Tomohiro Ishii et remporte le ROH World Television Championship. Lors de Best in the World (2016), il conserve son titre contre Dalton Castle. Lors de Death Before Dishonor XIV, il conserve son titre contre Mark Briscoe. Le lendemain, il conserve son titre contre Katsuyori Shibata. Lors de Field Of Honor 2016, il conserve son titre contre Evil. Lors de All Star Extravaganza VIII, il conserve son titre contre Donovan Dijak.
Le 16 mars 2017, il quitte la Ring of Honor et accepte les bookings indépendant.

### New Japan Pro Wrestling (2014-2016)
Grâce à la relation entre la ROH et la NJPW, les reDRagon font leurs débuts le 10 août à G1 Climax 24 et affrontent les Time Splitters (Alex Shelley et Kushida) pour les titres poids-lourd junior par équipe de la IWGP mais perdent le match et ne remportent pas les ceintures. Ils retournent au Japon le 25 octobre et participent au Super Junior Tag Tournament 2014, où ils passent le premier tour en battant Máscara Dorada et BUSHI. Le 29 octobre, ils font équipe avec Máscara Dorada et Fuego (en) et perdent contre les Bullet Club (Tama Tonga, Yujiro Takahashi, Nick Jackson & Matt Jackson) dans un Eight Man Tag Team match. Le 2 novembre, ils accèdent à la finale du Super Junior Tag Tournament 2014 en battant les Forever Hooligans (Rocky Romero & Alex Koslov). Ils battent les Young Bucks le lendemain et remportent le tournoi. À la suite de cette victoire, le 8 novembre, lors de Power Struggle 2014, ils prennent leur revanche sur les Time Splitters (Alex Shelley et Kushida) et remportent pour la première fois les titres poids-lourd junior par équipe de la IWGP. Ils conservent leurs titres le 4 janvier lors de Wrestle Kingdom 9 en battant les Time Splitters, les Forever Hooligans et les Young Bucks dans un Four Way Tag Team match. Le 11 février, ils perdent leurs ceintures par équipe au profit des Young Bucks, match dans lequel les Time Splitters étaient également impliqués.
Trois jours plus tard, lors de The New Beginning in Sendai, ils battent Jay White et Tiger Mask. Ils obtiennent une nouvelle opportunité pour les titres poids-lourd junior par équipe le 3 mai, lors de Wrestling Dontaku 2015 mais ils perdent contre Roppongi Vice (Beretta & Rocky Romero) et The Young Bucks, ces derniers ayant remporté le match.

#### Best of Super Juniors et nouveaux titres par équipe (2015-2016)

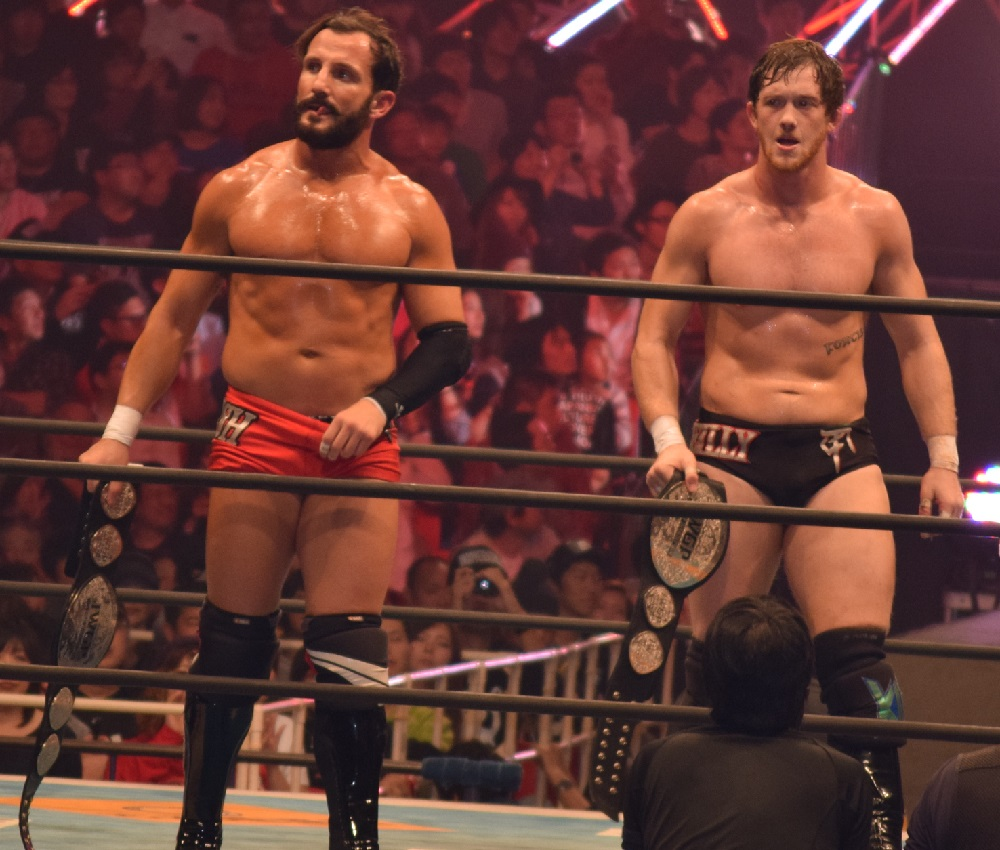
Les reDRagon avec les championnats junior poids-lourd par équipe IWGP lors de en.

Les deux catcheurs de reDRagon décident de participer au tournoi Best of the Super Juniors XXII, où le vainqueur recevra un match de championnat pour le titre poids-lourd junior IWGP lors de Dominion 7.5 in Osaka-jo Hall,. Le 22 mai, ils font leurs débuts dans le tournoi avec une victoire chacun, avec Kyle O'Reilly battant Beretta et Bobby Fish remportant son match contre Rocky Romero. Trois jours plus tard, Kyle O'Reilly remporte son second match contre Jushin Thunder Liger tandis que Bobby Fish enregistre sa première défaite face à Tiger Mask. Le 5 juin, Bobby Fish termine son tournoi en battant Nick Jackson et atteint à la seconde place du bloc B en remportant cinq matchs. De son côté, Kyle O'Reilly accède à la finale du tournoi après avoir battu Gedo et finit à la première place du bloc A avec six victoires pour une seule défaite,. Le lendemain, Kyle O'Reilly perd en finale contre Kushida et ne remporte pas le tournoi. Ils perdent une nouvelle fois pour les titres poids-lourd junior par équipe le 5 juillet, lors de Dominion 7.5, match remporté par The Young Bucks qui conservent leurs titres.
Ils retournent ensuite au Japon le 14 août en faisant équipe avec Michael Elgin et battent The Young Bucks et Cody Hall. Le 16 août, ils battent les Young Bucks et remportent pour la seconde fois les ceintures junior poids-lourd par équipe IWGP,. Ils conservent leurs titres en battant les Time Splitters le 27 septembre lors de Destruction in Kobe 2015 puis contre Roppongi Vice le 12 octobre lors de King of Pro Wrestling 2015. Ils participent ensuite au Super Junior Tag Tournament 2015 et éliminent le 24 octobre lors du premier tour Jushin Thunder Liger et Tiger Mask. Ils perdent en demi-finale contre les Roppongi Vice le 1er novembre. Le 7 octobre, au cours de Power Struggle 2015, ils font équipe avec les Time Splitters et battent le Bullet Club. À la fin du match, les vainqueurs du Super Jr. Tag Tournament 2015 Matt Sydal et Ricochet viennent défier les reDRagon, suivis par les Roppongi Vice et les Young Bucks.
Le 4 janvier 2016, au cours de Wrestle Kingdom 10, ils perdent leurs ceintures au profit des Young Bucks, match qui comprenait également les Roppongi Vice et l'équipe de Matt Sydal et Ricochet. Le 11 février, lors de New Beginning in Osaka, ils perdent une nouvelle fois contre les Young Bucks et l'équipe de Matt Sydal et Ricochet, cette dernière remportant le match. Trois jours plus tard, à The New Beginning in Niigata, ils battent Chaos (Gedo et Kazushi Sakuraba). Lors de Destruction in Tokyo, il perd contre Katsuyori Shibata et ne remporte pas le NEVER Openweight Championship.

### World Wrestling Entertainment (2017-2021)

#### NXT & The Undisputed Era (2017-2021)
Il fait ses débuts à NXT le 12 juillet en perdent contre Aleister Black, Triple H confirme qu'il a signé un contrat avec la WWE. Lors de NXT Takeover: Brooklyn III, lui et Kyle O'Reilly attaquent les trois membres de SAniTY Alexander Wolfe, Killian Dain et Eric Young et The Authors of Pain avant de célébrer avec les NXT Tag Team Championship. Plus tard dans la soirée, ils aident Adam Cole à attaquer Drew McIntyre.

#### Alliance avec Kyle O'Reilly et double Champion par équipe deNXT(2017-2020)
Le 20 décembre à NXT, Kyle O'Reilly et lui deviennent les nouveaux champions par équipe de NXT en battant SAnitY, remportant les titres pour la première fois de leurs carrières.
Le 4 mars 2018 lors d'un Live Event de NXT, il se blesse au genou, ce qui nécessite une opération. Il sera remplacé par Roderick Strong. 
Le 17 octobre à NXT, il effectue son retour de blessure en faisant perdre Kyle O'Reilly et Roderick Strong face aux War Raiders par disqualification, leur permettant de conserver les titres. Le 17 novembre à NXT TakeOver: WarGames II, l'Undisputed Era (Adam Cole, Kyle O'Reilly, Roderick Strong et lui) perd face aux War Raiders, Pete Dunne et Ricochet dans un WarGames Match.
Le 6 mars 2019 à NXT, Kyle O'Reilly et lui perdent face à Johnny Gargano et Tommaso Ciampa, ne passant pas le premier tour du Dusty Rhodes Tag Team Classic.
Le 1er juin à NXT TakeOver: XXV, ils ne remportent pas les titres par équipe de NXT, battus par les Street Profits dans un Fatal 4-Way Tag Team Match, qui inclut également Danny Burch, Oney Lorcan et les Forgotten Sons (Steve Cutler et Wesley Blake).
Le 10 août à NXT TakeOver: Toronto, ils ne remportent pas les titres par équipe de NXT, battus par les Street Profits. Le 2 août à NXT, ils redeviennent champions par équipe de NXT en battant les Street Profits, remportant les titres pour la seconde fois.
Le 23 novembre à NXT TakeOver: WarGames III, l'Undisputed Era perd face à Dominik Dijakovic, Keith Lee, Kevin Owens et Tommaso Ciampa dans un WarGames Match. Le lendemain lors du pré-show aux Survivor Series, Kyle O'Reilly et lui perdent un Champions vs. Champions vs. Champions Triple Threat Tag Team Match face aux champions par équipe de Raw, les Viking Raiders, qui inclut également les champions par équipe de SmackDown, le New Day (Big E et Kofi Kingston).
Le 16 février 2020 à NXT TakeOver: Portland, ils perdent face aux Broserweights (Matt Riddle et Pete Dunne), ne conservant pas leurs titres.

#### Retour en solo et départ (2021)
Le 11 mai à NXT, il effectue son retour en sauvant Kyle O'Reilly d'une attaque de Oney Lorcan et Pete Dunne. 
Le 6 août, la WWE le libère de son contrat.

### Major League Wrestling (2021)
Le 13 septembre 2021, la Major League Wrestling annonce qu'il rejoint la compagnie et qu'il participera à l'Opera Cup 2021.

### All Elite Wrestling (2021-2022)
Le 29 septembre 2021, il est annoncé qu'il fera ses débuts à la All Elite Wrestling le 6 octobre, pour affronter Sammy Guevara pour le titre TNT de la AEW. Le 6 octobre à Dynamite, il fait ses débuts sur le ring de la fédération, mais ne remporte pas le titre TNT de la AEW, battu par Sammy Guevara. Plus tard, il signe officiellement avec la compagnie. 
Le 6 mars 2022 à Revolution, Kyle O'Reilly et lui ne remportent pas les titres mondiaux par équipe de la AEW, battus par Jurassic Express dans un 3-Way Tag Team Match, qui inclut également les Young Bucks.
Le 31 août 2022, il quitte la compagnie après l'expiration de son contrat.

### Impact Wrestling (2022)
Le 23 septembre 2022, lors de Victory Road, il fait ses débuts en s'adressant au public avant d'être interrompu par Raj Singh et Shera qu'il attaque.
Il fait ses débuts dans le ring, lors de Bound for Glory dans le Call Your Shot Gauntlet Match, il se fait éliminer par Steve Maclin.

## Caractéristiques
- Prises de finition
  - Avalanche Falcon Arrow
  - Fish Hook Deluxe Edition (Heel hook)
  - Sleep's with The Fishes (Roundhouse kick)
  - Flying Fish Hook (Jumping High knee)
  - Double jump moonsault
  - Diving headbutt
  - Chasing the dragon (avec Kyle O'Reilly)

- Prises favorites
  - Arm trap crossface
  - Dragon screw
  - Handspring back elbow smash
  - Frankensteiner
  - Military press single knee gutbuster
  - Armbar
  - Spinning heel kick
  - Inside Out Springboard Moonsault
  - Plusieurs variations du Suplex
    - Exploder
    - German
    - Saito suplex

  - Tilt-a-whirl backbreaker

- Équipes et Clans
  - The Banana Brigade (avec Freddie Midnight) (2005)
  - Infamous Talent (avec Scott Cardinal) (2004-2005)
  - The Star Foundation (2006-2009)
  - reDRagon (avec Kyle O'Reilly) (2012-2021)
  - The Undisputed Era (avec Kyle O'Reilly, Adam Cole et Roderick Strong) (2017-2021)

- Thèmes Musicaux

| Thème d'entrée                       | Compositeur              | Période              | Fédération(s) |
| ------------------------------------ | ------------------------ | -------------------- | ------------- |
| Voice of the Voiceless               | Rage Against The Machine | 2004-2007            | ROH           |
| Roller                               | Daniel Lioneye           | 2007-2009            | ROH           |
| Dance Away                           | Damn Valentines          | 2012-2017; 2021-2022 | ROH/AEW       |
| Waiting                              | Eric Hurt                | 2014-2017            | NJPW          |
| Behind Bars                          | Auracle                  | 2017                 | WWE           |
| Undisputed (avec The Undisputed Era) | CFO$                     | 2017-2021            | WWE           |
| Riders Of Life                       | Alec Koff                | 2021                 | MLW           |
| It's Your Time Now                   | Mitchell Marlow          | 2022-...             | IMPACT        |

## Palmarès
- Collision Pro Wrestling
  - 1 fois CPW Heavyweight Champion

- High Risk Wrestling

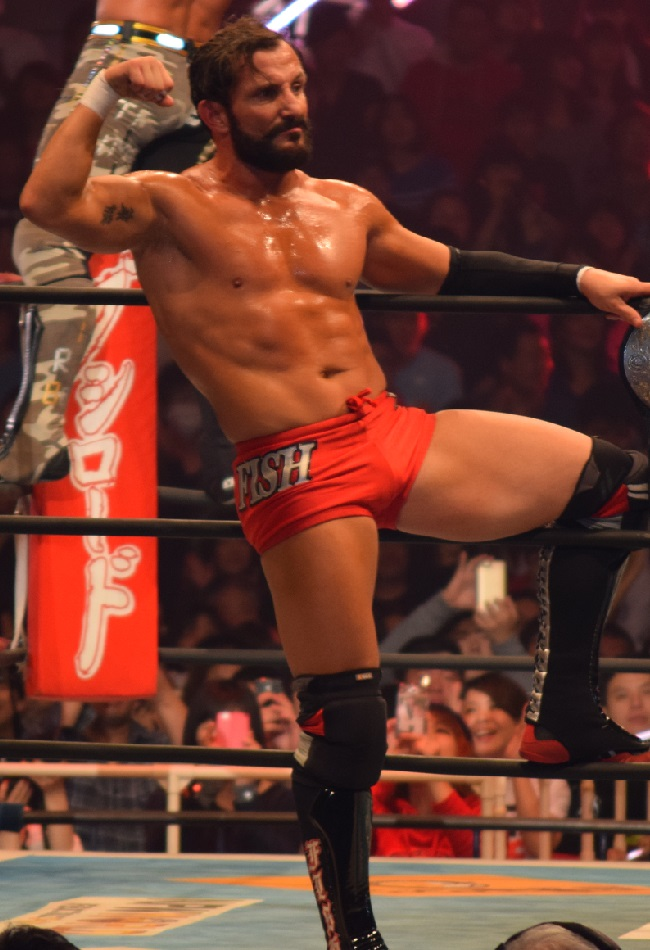
Bobby Fish avec le titre poids-lourd junior par équipe IWGP lors de en.

  - 1 fois HRW Tag Team Championship avec Kyle O'Reilly

- New England Championship Wrestling
  - 1 fois NECW Heavyweight Champion

- Pro Wrestling Noah
  - NTV G+ Cup Jr. Heavyweight Tag League Fighting Spirit Award (2012) avec Eddie Edwards

- Pro Wrestling Unscripted
  - 1 fois PWU Tag Team Champion avec Scott Cardinal

- Ring of Honor
  - 3 fois ROH World Tag Team Champion avec Kyle O'Reilly
  - 1 fois ROH World Television Champion
  - Tag Wars 2014
  - Survival of the Fittest (2016)

- New Japan Pro Wrestling
  - 2 fois IWGP Junior Heavyweight Tag Team Championship avec Kyle O'Reilly

- Upstate Pro Wrestling
  - 1 fois UPW Heavyweight Champion
  - 1 fois UPW World Tag Team Champion avec Brandon Cutler

- World Wrestling Entertainment
  - 2 fois NXT Tag Team Champion avec Kyle O'Reilly, Roderick Strong et Adam Cole

## Récompenses des magazines
- Pro Wrestling Illustrated

| Année | 2008 | 2009 | 2010 à 2011 | 2012 | 2013 | 2014 | 2015 | 2016 | 2017 | 2018 | 2019 | 2020 | 2021       | 2022 |
| ----- | ---- | ---- | ----------- | ---- | ---- | ---- | ---- | ---- | ---- | ---- | ---- | ---- | ---------- | ---- |
| Rang  | 303  | 280  | Non classé  | 369  | 81   | 72   | 45   | 26   | 53   | 94   | 93   | 122  | Non classé | 200  |